# تنریوجی-بونه
تنریوجی-بونه (به ژاپنی: 天竜寺船) Tenryūji-bune)، دو کشتی تجاری ژاپنی دودمان یوآن در سال ۱۳۴۲ بودند که به منظور تأمین بودجه برای ساخت تنریو-جی راه اندازی شدند. آنها توسط شوگون‌سالاری آشیکاگا تأیید شدند و به فرمان یک بازرگان هاکاتا-کو، فوکوئوکا به نام شیحون (至本) به شرط اهدای ۵۰۰۰ کانمون (معادل ۵٬۰۰۰٬۰۰۰ مون ژاپن (واحد پول)) به معبد صرف نظر از موفقیت تجاری این مأموریت راه اندازی شدند.